# Estela Quesada
Estela Quesada, född 1924, död 2011, var en costaricansk politiker.
Hon var utbildningsminister 1958. 
Hon var sitt lands första kvinnliga minister.  